# Práznovce
Práznovce és un poble i municipi d'Eslovàquia que es troba a la regió de Nitra, al sud-oest del país. El 2011 tenia 962 habitants.

## Història
La primera menció escrita de la vila es remunta al 1183.

## Demografia
| Godina             | 1994 | 2004 | 2014   | 2024   |
| ------------------ | ---- | ---- | ------ | ------ |
| Nombre de persones | 0    | 962  | 969    | 966    |
| Diferència         |      | –    | +0,72% | −0,30% |

| Godina             | 2023 | 2024   |
| ------------------ | ---- | ------ |
| Nombre de persones | 977  | 966    |
| Diferència         |      | −1,12% |